# DOKKIN!生生これでいこいこ
DOKKIN!生生これでいこいことは、かつて西日本放送で放送されていたラジオ番組。

## 概要
- ゲリラ的な企画が多かった。
- OPテーマは爆風スランプ『青春の役立たず』。
- キャッチ・コピーは、「すけべえで何が悪い!」である。
- ある単語にピー音を入れて小説を朗読して、その単語が何かを当てるクイズコーナーが非常にいやらしいと話題になった。
- メインパーソナリティの仁多田まゆみは通称「南極4号」を名乗っていた。

## コーナー
- はがき紹介コーナー
- サウンドTPO
- DOKKIN!生生いこでギャルソン
  - ラジオカーでリスナーの家へ夜食をもって押し掛ける
- 生生テレフォン
  - 電話コーナー。
- シグナルクイズ
  - 電話コーナー。小説などの特定の単語にピー音（シグナル）が入った朗読から、その単語を当てるクイズ。解答者はリスナーのうち毎週10名が先着順に募集される。正解すると賞金は3000円、解答が出なかった場合は次週にキャリーオーバーされる。
- あぶない先生
  - 通称アブセン
  - 人気だった「マモー」とは、高松市立Y田中学校の女性中年英語教師である。